# محمود میمندی
محمود میمندی وزیر نادر شاه و از اهالی روستای میمند از توابع شهرستان شهر بابک بوده‌است. او یکی از نزدیک‌ترین افراد نادر شاه بوده و در فتح دهلی نیز از افراد تأثیرگذار بوده‌است.